# Chiesa di Sant'Eufemia (Corte Franca)
La chiesa di Sant'Eufemia è la chiesa cimiteriale di Nigoline Bonomelli, frazione del comune sparso di Corte Franca, in provincia e diocesi di Brescia; fa parte della zona pastorale del Sebino
La chiesa è posta all'interno di un'area cimiteriale così come usanza comune nelle chiese prima delle disposizioni napoleoniche che imposero l'allontanamento dei camposanti dai centri urbani. L'abitato di Nigoline era andato sviluppandosi più a valle già a partire dal XII-XIII secolo. Questo ha permesso alla chiesa di rimanere isolata e continuare a svolgere la sua funzione cimiteriale.

## Storia
L'impianto esterno della chiesa di Sant'Eufemia risale al XIV secolo, tranne il portico che è dell'Ottocento. Guardando attentamente, si nota la presenza di tracce della chiesa originale altomedievale.
Gaetano Panazza individua negli ultimi decenni del X secolo l'epoca di fondazione della cappella più antica. La datazione è avvalorata dalla presenza dell'antica facciata, lungo l'attuale prospetto ovest, che ancora oggi si può leggere all'interno della compagine della parete quattrocentesca. Visibili è l'andamento a campana delle falde del tetto e la traccia di una feritoia a croce, oggi tamponata. Sulla parete si notano tre archeggiature cieche a pieno centro, ribassate di circa 5 cm: quelle laterali sono a tutta altezza quella centrale compare invece solo nella parte superiore. la muratura, in corrispondenza dell'archeggiatura di mezzo e a livello del suolo, presenta una pietra disposta orizzontalmente, forse costituite la soglia di una porta; l'apertura viene successivamente ridotta a finestra ed infine completamente tamponata. Le ghiere delle archeggiature furono realizzate con frammenti di tegoloni per tetto, mentre negli stipiti delle stesse si impiegarono mattoni di riuso di tradizione costruttiva romana e tardo-antica. In resto del paramento presenta un intonaco a raso sasso nel quale si scorge la muratura costituita da pietre di medolo, ciottoli e mattoni. Le archeggiature cieche si ritrovano anche nella struttura esterna della cappella laterale di forma quadrangolare, sita in lato est della chiesa attuale. Essendo però queste pareti totalmente intonacate e occupate da lapidi mortuarie, non si traspare in alcun punto la tessitura della muratura. Si riconosce quindi agevolmente l'impianto della chiesa altomedioevale: l'edificio era orientato in senso est-ovest con la facciata ad ovest e la cappella orientale ne costituiva l'abside. Il ritrovamento della fondazione del muro perimetrale meridionale ha confermato che la chiesa altomedioevale si articolava in un'aula unica di dimensioni 7,30 x 4,45 metri e abside quadrangolare di 2,70 x 3,0 metri.

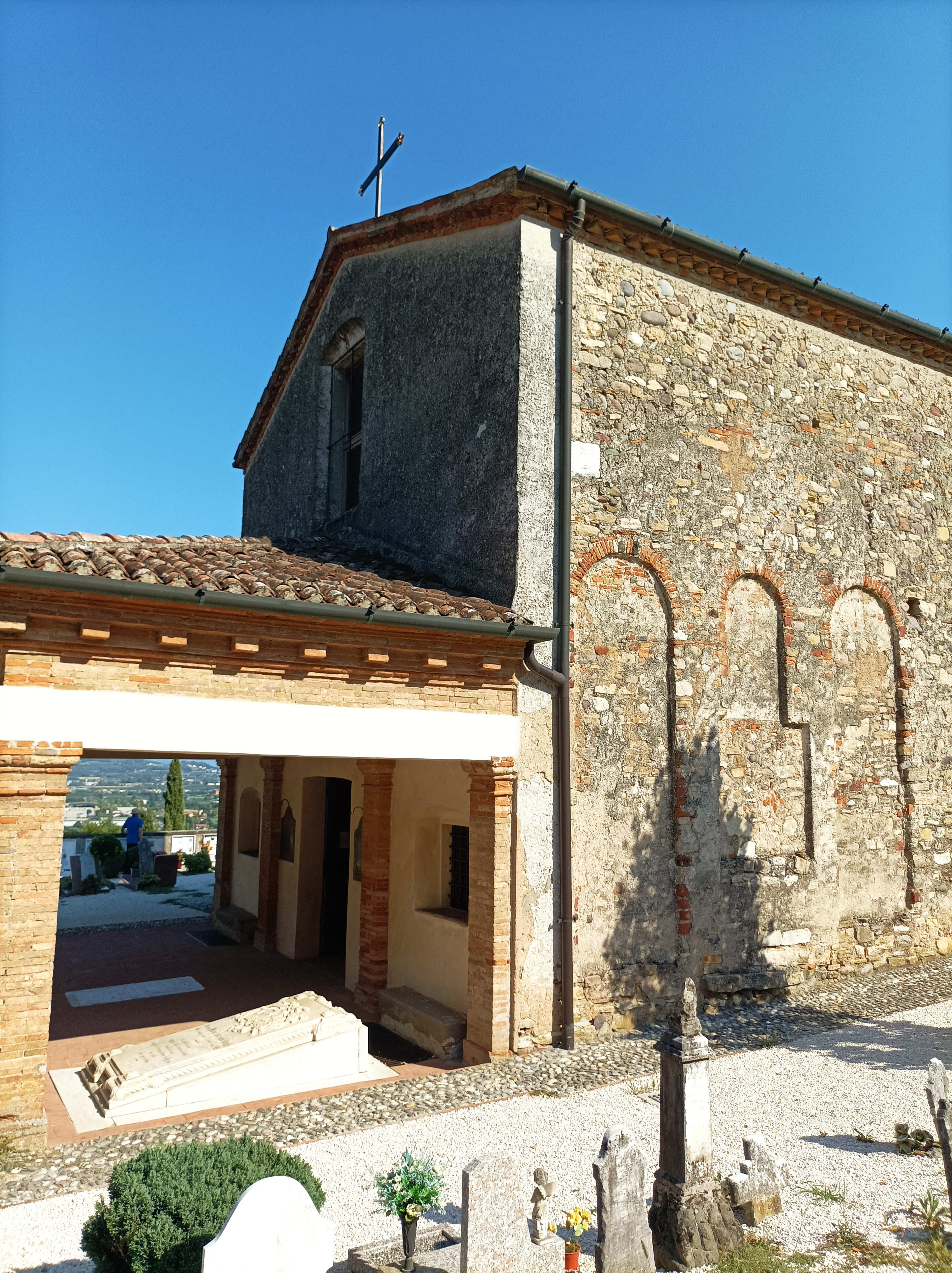

L'aspetto della Chiesa doveva essere molto simile a quello della contemporanea Santa Maria di Novalesa (Torino, verso il Moncenisio), che da allora non è stata più modificata.
La datazione è stata fatta in base alla tecnica di costruzione. Inoltre, è stato ritrovato un atto notarile riguardante il monastero di San Salvatore a Brescia datato più o meno del 760 in cui compare “Pietro, custode della chiesa di Sant'Eufemia”. Questa di Nigoline è l'unica chiesa bresciana di Sant'Eufemia esistente in quel periodo, per cui anche se nell'atto manca qualsiasi indicazione geografica, si pensa che si faccia riferimento a questa chiesa.
Di fronte al vecchio ingresso è stato trovato un sepolcro alla Cappuccina (con tegoloni a falde). Nell'XI – XII secolo è stato aggiunto il campanile. L'attuale cella campanaria è stata rifatta molto più tardi; tuttavia sul lato ovest è ancora visibile parzialmente una vecchia bifora.
Sotto il portichetto sono state trovate delle sepolture e delle stanze ancora da indagare. Nel vecchio presbiterio sono state trovare tracce dell'antico pavimento romanico. Sono state rinvenute anche una ciotola, un manufatto in vetro di epoca romana e tre monete: una della seconda metà del '200, una dei primi decenni del '300 e un denaro di Azzone Visconti (signore di Milano dal 1329 al 1339), che mostra il classico biscione Visconteo.
Nel XV secolo, periodo in cui si perde la tradizione di orientare le chiese secondo l'asse tradizionale est-ovest, Sant'Eufemia viene girata in senso nord-sud. In seguito viene aggiunta la sacrestia, modificata la cella campanaria del campanile e nell'Ottocento viene aggiunto il portico. Due archi interni sostengono direttamente le travi del tetto, senza l'utilizzo di capriate.

## Descrizione
La chiesa sorge lontana dal centro abitato, in posizione elevata sui rilievi che delimitano ad occidente l'anfiteatro morenico del lago d'Iseo.
Si giunge salendo dal paese di Nigoline per una via dal fondo acciottolato che si snoda, nella parte bassa, in trincea tra due muri di sostegno in pietra, per proseguire poi inerpicandosi sulla collina. La strada d'accesso recentemente è stata modificata con l'aggiunta di un tornante, in passato saliva invece direttamente dove oggi c'è il percorso pedonale. Un'altra via d'accesso è la strada sterrata che da Favento di Adro passando per la chiesa di Santa Maria in Favento percorrendo la valletta annessa va verso Nigoline.

### Gli affreschi

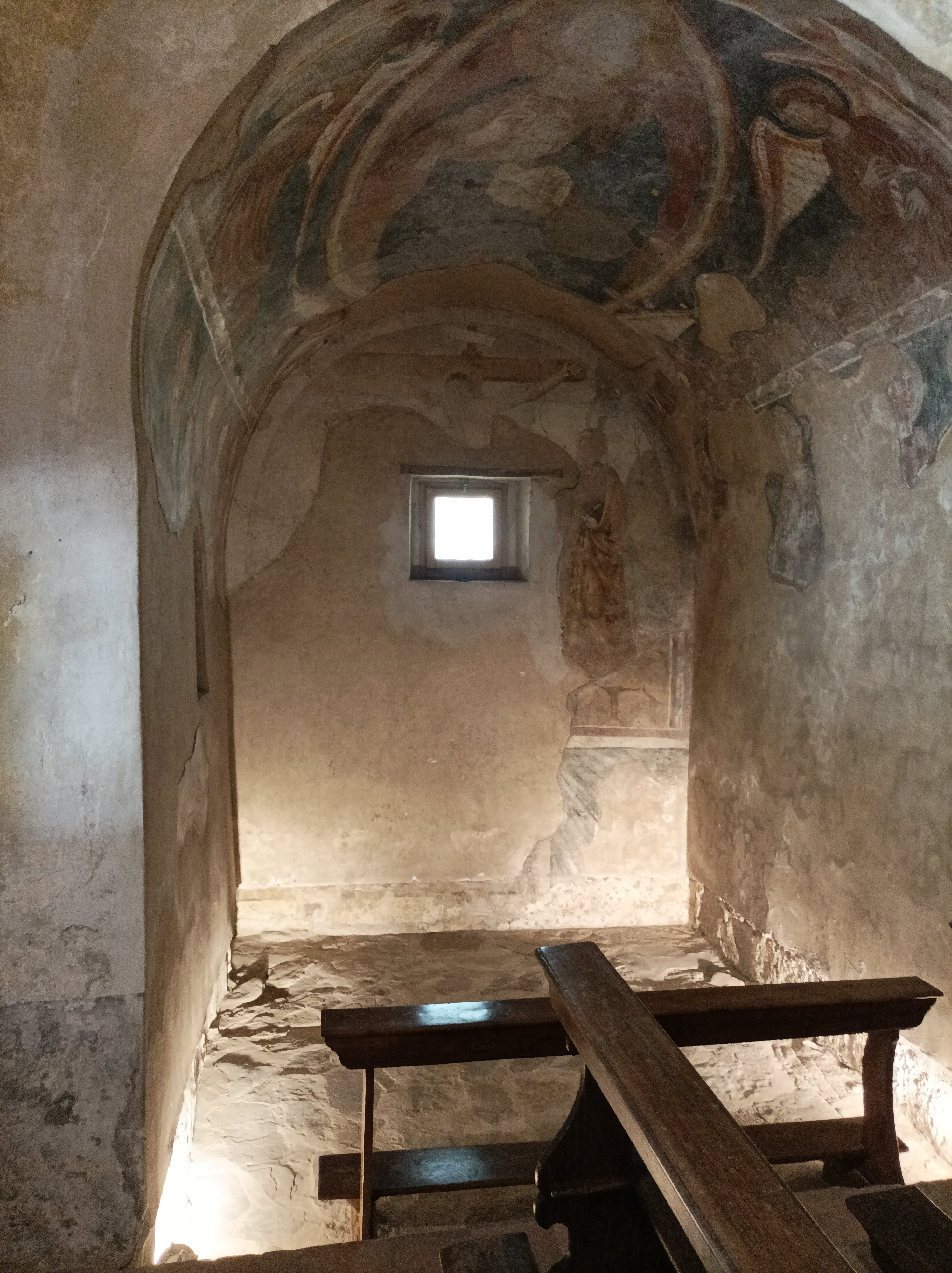
Apside Originario della chiesa con volta a botte e affresco.

All'interno sono presenti vari affreschi. Sulle pareti della chiesa altomedioevale sono raffigurati i dodici apostoli (6 per lato), risalenti al '300. Sulla volta un Cristo Pantocrator all'interno della Mandorla, con tetramorfo.
Anche dopo il nuovo orientamento e il suo ampliamento la chiesa era stata tutta affrescata, oggi però molti affreschi sono rovinati o perduti. Sono rimasti – tra l'altro – la raffigurazione di santi apotropaici come san Rocco, san Sebastiano (entrambi santi protettori contro le piaghe e la peste) e san Gottardo (santo protettore contro la gotta). Sono raffigurati gli stemmi dei Della Corte (probabilmente un ramo degli Oldofredi di Iseo perché nel XIII secolo erano Della Corte Isei, parenti dei Federici della Val Camonica) e degli stessi Federici.
Il presbiterio della chiesa è decorato da un ciclo  a fasce sovrapposte ancora ben conservato. Quella superiore narra episodi della Passione di Cristo mente quella inferiore, ripartita in riquadri scanditi da finte architetture e paesaggi, raffigura le storie di Sant' Eufemia, il cui culto si era diffuso soprattutto dopo il Concilio di Calcedonia (sua città natale) del 451. Nella lunetta al centro campeggiano una Madonna col Bambino in gloria e nella lunetta sottostante Sant'Eufemia tra San Martino (patrono di Nigoline) e San Faustino. L'arco sacro divide l'aula dal presbiterio ed è decorato con profeti. Alla base dell'arco trionfale (con Sibille e Profeti) Santa Lucia e Santa Apollonia. Gli affreschi, risalenti alla prima metà del sec. XVI e attribuiti al pittore bresciano Floriano Ferramola, furono riportati alla luce nel corso di un restauro effettuato nel 1948 da Angelo e Giuseppe Rubagotti. L'inaugurazione della chiesa, con nuova consacrazione al culto avvenne il 24 aprile 1948. È da ritenersi che lo scatto sia stato effettuato in occasione dell'intervento, dopo la rimozione dalle pareti della calce viva "con autorizzazione della Soprintendenza di Milano"(Donni, Fappani 1992).
Sulla parete di fondo c'è una Pala d'altare dipinta che “interrompe” l'affresco che ricopre il resto della parete.

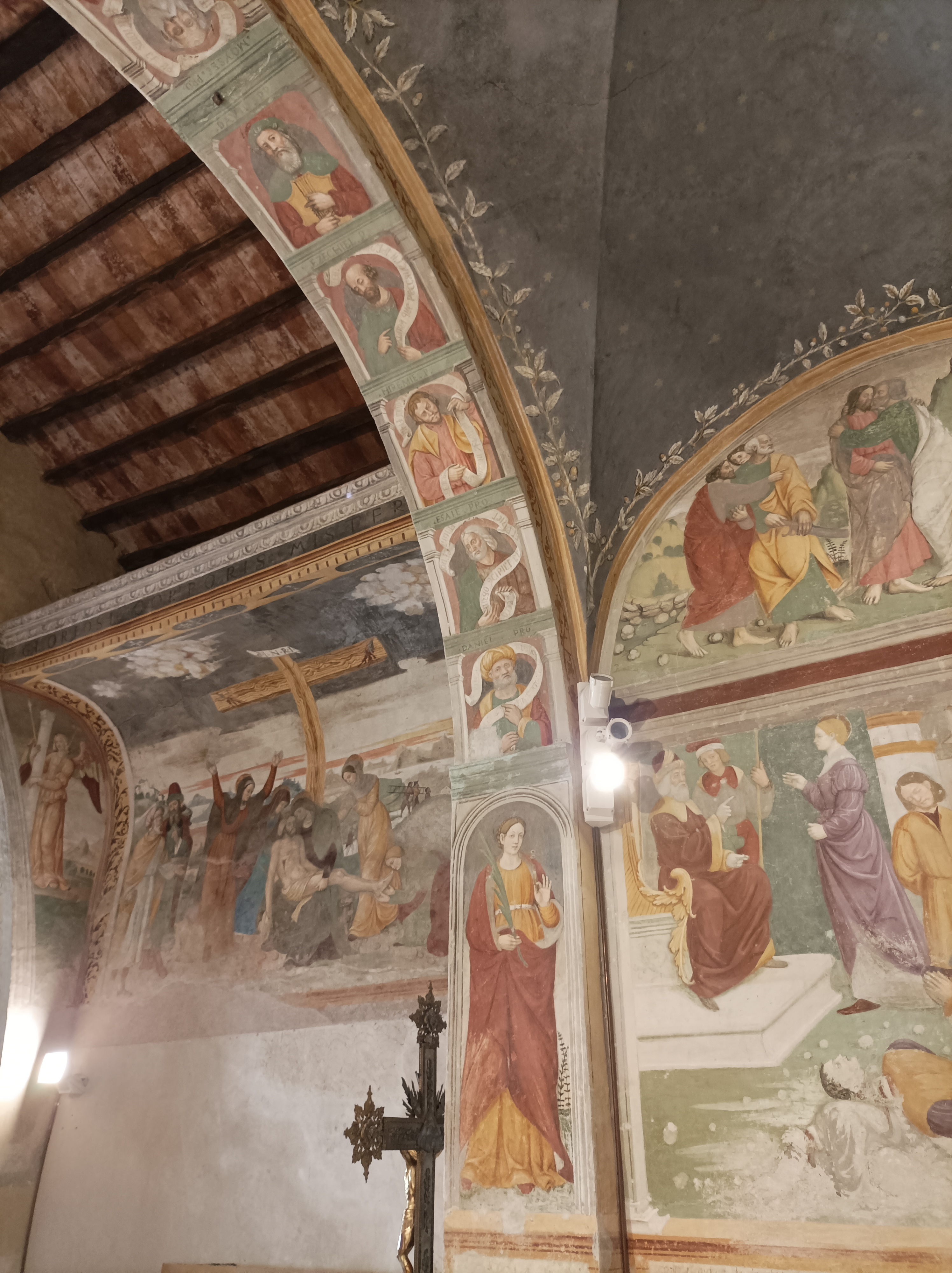
Arco sacro con affreschi di profeti e santa lucia

Il Ferramola era ospite nel Palazzo Monti Della Corte, dove si dice avrebbe dipinto una cassapanca per ringraziarli dell'ospitalità.
Recentemente è stato proposto in alternativa al Ferramola il nome di Paolo da Caylina il Giovane. L'affresco è molto simile ad uno analogo di Raffaello datato 1512, quindi questo è probabilmente posteriore.
Gli affreschi hanno subito restauro nel 2020 su iniziativa del FAI, ed oggi fa parte dei beni censiti e diffusi da questa organizzazione.